# Sabre (informatique)
 (mars 2023).
Pour les articles homonymes, voir Sabre (homonymie).

Logo

Sabre est un système de réservation informatique ou "Global Distribution System" (GDS) pour le transport ferroviaire et aérien de passagers, ainsi que pour l'hôtellerie et les autres prestations de tourisme.
Les quatre plus importants GDS sont l'Espagnol Amadeus, ainsi que les Américains Sabre, Galileo et WorldSpan.

## Présentation

### Des méthodes de réservations rudimentaires dans les années 1950
Ce système est initialement développé pour la compagnie « American Airlines », qui avait remarqué la forte perte induite par le taux élevé de réservations (à l'époque sans achat) effectuées, puis abandonnées sans être signalées dans les années 1950. L'objet était alors d'augmenter ce taux de remplissage en « surréservant » à bord de certains vols en fonction des taux de réservations sans suite constatés, quitte à indemniser ou à admettre sans frais en classe supérieure les éventuels passagers surnuméraires d'un vol.
Le problème se complique d'une composante liés aux vols à escale : quand peut-on admettre une réservation B → C sur un vol A → B → C sans trop risquer de perdre ainsi un vol A → C plus lucratif ? 
Le système de réservation historique d'American Airlines était alors entièrement manuel, sur la base de techniques développées au centre de réservation de Little Rock en Arkansas dans les années 1920.
Il reposait sur un  système de fichier rotatif où chaque vol était représenté par une carte ; une équipe de huit opérateurs gérait et mettait à jour le fichier. Lors de la réservation d'un siège, les opérateurs plaçaient une marque sur le côté de la carte du vol concerné, leur permettant de voir d'un coup d'œil le remplissage de chaque vol.
La mise à jour du fichier à proprement parler se faisait selon des temps de transaction acceptables, cela tant que le nombre de vols restait limité. Cependant, l'ensemble du processus (recherche de vol, réservation et émission du billet) pouvait prendre jusqu'à trois heures et était de 90 minutes en moyenne. Le système était évidemment limité en termes de croissance du trafic : seuls huit opérateurs pouvaient se trouver physiquement ensemble autour du fichier — le traitement d'un volume de transaction plus important impliquait donc de dupliquer le système et de filtrer les demandes en lots en amont.

### American Airlines et le "Reservisor" magnétique
American Airlines s'est déjà partiellement attaché à résoudre ce problème en 1952 avec la création d'un « Reservisor » magnétique pour remplacer le fichier de cartes. Celui-ci consiste en un unique tambour magnétique (ancêtre du disque dur), chaque emplacement mémoire stockant le nombre de sièges disponibles pour un vol donné. Ce système permet à un grand nombre d'opérateurs de consulter simultanément les données de réservation pour informer par téléphone les voyageurs souhaitant réserver. Cependant, une intervention humaine est toujours nécessaire pour répondre au client, et l'émission du billet toujours aussi consommatrice de temps. Un processus plus automatisé était nécessaire pour faire entrer American Airline dans l'ère du transport aérien à grande échelle.
Durant la phase de test du « Reservisor », un commercial de haut niveau d'IBM, Blaire Smith, rencontre C. R. Smith, président d'American Airlines, à l'occasion d'un voyage d'affaires de Los Angeles à New York en 1953- où ils discutent de leurs activités professionnelles respectives.

### L'adaptation d'une technologie militaire
Juste avant cette rencontre fortuite, IBM travaillait pour l'US Air Force sur le projet SAGE, coordonnant un flux de messages, via gros ordinateurs pour l'époque, depuis des radars jusqu'aux unités d'interception de l'US Air Force, permettant de réduire fortement le temps requis pour contrer toute attaque de bombardiers. Le système reposait sur des machines télétype disséminées sur le Globe, et permettant saisie et transmission des données à la base militaire concernée. Ce système fut le premier système "en ligne".
Le principe fonctionnel de SAGE était adaptable aux besoins d'American Airline en matière de réservation. Les télétypes pouvaient être placés dans les agences, envoyer des requêtes et recevoir des réponses directement sans appel téléphonique. Le numéro des sièges disponibles sur chaque vol pouvait être suivi automatiquement, et l'agence de voyages informée de la disponibilité. La réservation ne nécessiterait ainsi qu'une opération supplémentaire, pour la mise à jour des informations de disponibilité et l'impression du billet.
30 jours après cette rencontre, IBM soumet une proposition de recherche à American Airlines, suggérant d'étudier le problème plus avant et d'évaluer l'opportunité d'un "cerveau électronique". Une équipe est constituée avec des ingénieurs d'IBM et plusieurs employés American Airlines de différents services (réservations, ventes...), pour travailler au projet SABER (Semi-Automatic Business Environment Research, ou projet de "Recherche pour un environnement opérationnel semi-automatique")

### Un premier déploiement expérimental en 1960
Un contrat de développement est signé en 1957, et le premier système expérimental déployé en 1960, sur la base de deux IBM 7090 installés dans un nouveau centre de calcul au manoir de Briarcliff, dans l'État de New York. Le système est un succès - et un succès nécessaire, notamment en raison de son coût astronomique de 40 millions de dollars pour le développement et l'installation, soit environ 350 millions de dollars équivalent 2000. À partir de 1964, toutes les réservations American Airlines sont gérées par le système, dont le nom est changé en SABRE, plus familier. En 1972, le système est redéployé sur une autre plateforme de machines IBM (S/360), dans un nouveau centre souterrain à Tulsa, dans l'Oklahoma. Les télétypes sont largement remplacées par des terminaux à boule Selectric de type 2741 plus rapides (15 caractères par seconde au lieu de 10) et bien moins bruyants.

### Une généralisation du système, et la transformation de SABRE en compagnie
À l'origine utilisé uniquement par American Airlines, le système est ouvert à d'autres voyagistes en 1976. Il reste actuellement employé par des compagnies comme Eurostar, la SNCF et US Airways. Le système est utilisé aujourd'hui par plus de 30 000 agences de voyages, 3 millions de consommateurs, plus de 400 compagnies aériennes, 50 loueurs de véhicules, 35 000 hôtels et une douzaine de compagnies de chemins de fer, tour opérateurs, compagnies de croisières et de ferries. 
Avec le déploiement de SABRE, IBM a proposé son expertise à d'autres compagnies aériennes, donnant naissance à Deltamatic pour la compagnie Delta Airlines, déployé sur IBM 7094, et Panamac pour la Pan-Americain, déployé sur IBM 7080. En 1968 IBM fusionne ces différents systèmes en "PARS", qui fonctionne sur n'importe quel membre de la famille des IBM S/360 et peut ainsi convenir à n'importe quelle compagnie, quelle que soit sa taille. Le nom a évolué en "ACP" (programme de gestion de lignes aériennes), puis "TPF" (service de traitement transactionnel).
American Airlines se sépare de SABRE dans les années 1990 ; le système est maintenant détenu par un opérateur indépendant, Sabre Holdings. Le site Web de Travelocity est également détenu par cette Holding et sert d'interface web SABRE pour le consommateur final.
C'est une des sociétés fondatrices de Liberty Alliance.